# Lijst van voetbalinterlands Kroatië - Oostenrijk
Deze lijst van voetbalinterlands is een overzicht van alle officiële voetbalwedstrijden tussen de nationale teams van Kroatië en Oostenrijk. De landen speelden tot op heden zeven keer tegen elkaar. De eerste ontmoeting, een vriendschappelijke wedstrijd, werd gespeeld in Wenen op 26 april 2000. Het laatste duel, een groepswedstrijd tijdens de UEFA Nations League 2022/23, vond plaats op 25 september 2022 in de Oostenrijkse hoofdstad.

## Wedstrijden
| № | Plaats     | Datum             | Competitie                  | Wedstrijd            | Uitslag |
| - | ---------- | ----------------- | --------------------------- | -------------------- | ------- |
| 1 | Wenen      | 26 april 2000     | Vriendschappelijk           | Oostenrijk – Kroatië | 1 – 2   |
| 2 | Rijeka     | 28 februari 2001  | Vriendschappelijk           | Kroatië – Oostenrijk | 1 – 0   |
| 3 | Wenen      | 23 mei 2006       | Vriendschappelijk           | Oostenrijk – Kroatië | 1 – 4   |
| 4 | Wenen      | 8 juni 2008       | EK 2008                     | Oostenrijk – Kroatië | 0 – 1   |
| 5 | Klagenfurt | 19 mei 2010       | Vriendschappelijk           | Oostenrijk – Kroatië | 0 – 1   |
| 6 | Osijek     | 3 juni 2022       | UEFA Nations League 2022/23 | Kroatië – Oostenrijk | 0 – 3   |
| 7 | Wenen      | 25 september 2022 | UEFA Nations League 2022/23 | Oostenrijk – Kroatië | 1 – 3   |

## Samenvatting
| Competitie          | Totaal gespeeld | Winst Kroatië | Gelijk | Winst Oostenrijk | Doelsaldo Kroatië – Oostenrijk |
| ------------------- | --------------- | ------------- | ------ | ---------------- | ------------------------------ |
| EK-eindronde        | 1               | 1             | 0      | 0                | 1 − 0                          |
| UEFA Nations League | 2               | 1             | 0      | 1                | 3 − 4                          |
| Vriendschappelijk   | 4               | 4             | 0      | 0                | 8 − 2                          |
| Totaal              | 7               | 6             | 0      | 1                | 12 − 6                         |

## Details

### Vierde ontmoeting
| EK 2008 (Wenen, Oostenrijk, 8 juni 2008): |              | |
| Oostenrijk | 0 – 1        | Kroatië |
| | goals        | 4' (pen.) Luka Modrić |
| Josef Hickersberger | bondscoach   | Slaven Bilić |
| Jürgen Macho Sebastian Prödl Martin Stranzl Emanuel Pogatetz Joachim Standfest René Aufhauser Andreas Ivanschitz Jürgen Säumel 61' Ronald Gërçaliu 69' Martin Harnik Roland Linz 73' | opstellingen | Stipe Pletikosa Vedran Ćorluka Robert Kovač Josip Šimunić Danijel Pranjić Darijo Srna Niko Kovač Luka Modrić 61' Zlatko Kranjčar 83' Ivica Olić 72' Mladen Petrić |
| Ivica Vastić 61' Ümit Korkmaz 69' Roman Kienast 73' | wissels      | 83' Ognjen Vukojević 61' Dario Knežević 72' Igor Budan |
| Emanuel Pogatetz 3' Jürgen Säumel 21' Sebastian Prödl 68' | gele kaarten | 51' Robert Kovač |

### Vijfde ontmoeting
| Vriendschappelijk (Klagenfurt, Oostenrijk, 19 mei 2010): |              | |
| Oostenrijk | 0 – 1        | Kroatië |
| | goals        | 85' Mate Bilić |
| Dietmar Constantini | bondscoach   | Slaven Bilić |
| Jürgen Macho Franz Schiemer Sebastian Prödl Manuel Ortlechner Christian Fuchs Aleksandar Dragović Ümit Korkmaz 74' Zlatko Junuzović Roman Wallner 83' Marc Janko Martin Harnik 39' | opstellingen | Danijel Subašić Ivan Strinić Josip Šimunić Gordon Schildenfeld Ognjen Vukojević Luka Modrić Darijo Srna 78' Tomislav Dujmović Mario Mandžukić 67' Nikica Jelavić 60' Mladen Petrić |
| Florian Klein 39' Christoph Leitgeb 63' Christopher Drazan 74' | wissels      | 60' Mate Bilić 67' Drago Gabrić 78' Nikola Pokrivač |
| | gele kaarten | |
| - Debuut van Florian Klein (Austria Wien) voor Oostenrijk. - Debuut van Ivan Strinić (Hajduk Split) voor Kroatië.                                                                  |              | |

HNS · A-internationals · Selecties · Bondscoaches · Statistieken · Kroatisch vrouwenelftal · Olympisch elftal · Kroatië U21 · Kroatië U20 · Kroatië U19 · Kroatië U18 · Kroatië U17 · Kroatië U16
1940 – 1956 ·
1990 – 1999 ·
2000 – 2009 ·
2010 – 2019 ·
2020 − 2029
EK's: 1996 · 
2000 · 
2004 · 
2008 · 
2012 · 
2016 · 
2020 · 
2024
WK's: 1998 · 
2002 · 
2006 · 
2010 · 
2014 · 
2018 · 
2022
1940 · 
1941 · 
1942 · 
1943 · 
1944 · 
1945–1955 · 
1956 · 
1957–1989 · 
1990 · 
1991 · 
1992 · 
1993 · 
1994 · 
1995 · 
1996 · 
1997 · 
1998 · 
1999 · 
2000 · 
2001 · 
2002 · 
2003 · 
2004 · 
2005 · 
2006 · 
2007 · 
2008 · 
2009 · 
2010 · 
2011 · 
2012 · 
2013 ·  
2014 · 
2015 · 
2016 · 
2017 · 
2018 ·
2019 ·
2020 ·
2021 ·
2022 ·
2023
Albanië ·
Andorra ·
Argentinië ·
Armenië ·
Australië ·
Azerbeidzjan · 
België ·
Bosnië en Herzegovina ·
Brazilië ·
Bulgarije ·
Canada ·
Chili ·
China ·
Cyprus ·
Denemarken ·
Duitsland ·
Ecuador ·
Egypte ·
Engeland ·
Estland ·
Finland ·
Frankrijk ·
Georgië ·
Gibraltar ·
Griekenland ·
Hongarije ·
Hongkong ·
Ierland ·
IJsland ·
Indonesië ·
Iran ·
Israël ·
Italië ·
Jamaica ·
Japan ·
Joegoslavië ·
Jordanië ·
Kameroen · 
Kazachstan ·
Kosovo ·
Letland ·
Litouwen ·
Liechtenstein ·
Mali ·
Malta ·
Marokko · 
Mexico ·
Moldavië ·
Nederland ·
Nigeria ·
Noord-Ierland ·
Noord-Macedonië ·
Noorwegen ·
Oekraïne ·
Oostenrijk ·
Peru ·
Polen ·
Portugal ·
Qatar ·
Roemenië ·
Rusland ·
San Marino ·
Saoedi-Arabië ·
Schotland ·
Senegal · 
Servië · 
Slovenië ·
Slowakije ·
Spanje ·
Tsjechië ·
Tunesië ·
Turkije ·
Wales ·
Wit-Rusland ·
Zuid-Korea ·
Zweden ·
Zwitserland
Argentinië (2018) ·
Argentinië (2022) ·
Australië (2006) ·
België (2022) ·
Brazilië (2006) ·
Brazilië (2014) ·
Brazilië (2022) ·
Denemarken (2018) ·
Duitsland (2008) ·
Engeland (2018) ·
Engeland (2021) ·
Frankrijk (2018) ·
Ierland (2012) ·
IJsland (2018) ·
Italië (2012) ·
Japan (2006) ·
Kameroen (2014) ·
Marokko (2022, 1) ·
Marokko (2022, 2) ·
Mexico (2014) ·
Nigeria (2018) ·
Oostenrijk (2008) ·
Polen (2008) ·
Rusland (2018) ·
Schotland (2021) ·
Spanje (2012) ·
Spanje (2021) ·
Tsjechië (2016) ·
Tsjechië (2021) ·
Turkije (2008) ·
Turkije (2016)
ÖFB · A-internationals · Selecties · Bondscoaches · Oostenrijks vrouwenelftal · Olympisch elftal · Oostenrijk U21 · Oostenrijk U20 · Oostenrijk U19 · Oostenrijk U18 · Oostenrijk U17 · Oostenrijk U16 · Vrouwen U17
1902 – 1919 ·
1920 – 1929 ·
1930 – 1939 ·
1940 – 1949 ·
1950 – 1959 ·
1960 – 1969 ·
1970 – 1979 ·
1980 – 1989 ·
1990 – 1999 ·
2000 – 2009 ·
2010 – 2019 ·
2020 – 2029
EK's: 2008 · 
2016 · 
2020 · 
2024
WK's: 1934 · 
1954 · 
1958 · 
1978 · 
1982 · 
1990 · 
1998
OS: 1912 ·
1936 ·
1948 ·
1952
1902 · 
1903 · 
1904 · 
1905 · 
1906 · 
1907 · 
1908 · 
1909 · 
1910 · 
1911 · 
1912 · 
1913 · 
1914 · 
1915 · 
1916 · 
1917 · 
1918 · 
1919 · 
1920 · 
1921 · 
1922 · 
1923 · 
1924 · 
1925 · 
1926 · 
1927 · 
1928 · 
1929 · 
1930 · 
1931 · 
1932 · 
1933 · 
1934 · 
1935 · 
1936 · 
1937 · 
1938 · 1939 · 1940 · 1941 · 1942 · 1943 · 1944 · 1945 · 
1946 · 
1947 · 
1948 · 
1949 · 
1950 · 
1952 · 
1952 · 
1953 · 
1954 · 
1955 · 
1956 · 
1957 · 
1958 · 
1959 · 
1960 · 
1961 · 
1962 · 
1963 · 
1964 · 
1965 · 
1966 · 
1967 · 
1968 · 
1969 · 
1970 · 
1971 · 
1972 · 
1973 · 
1974 · 
1975 · 
1976 · 
1977 · 
1978 · 
1979 · 
1980 · 
1981 · 
1982 · 
1983 · 
1984 · 
1985 · 
1986 · 
1987 · 
1988 · 
1989 · 
1990 ·
1991 · 
1992 · 
1993 · 
1994 · 
1995 · 
1996 · 
1997 · 
1998 · 
1999 · 
2000 · 
2001 · 
2002 · 
2003 · 
2004 · 
2005 · 
2006 · 
2007 · 
2008 · 
2009 · 
2010 · 
2011 · 
2012 · 
2013 · 
2014 · 
2015 · 
2016 · 
2017 · 
2018 · 
2019 · 
2020 · 
2021 ·
2022
Albanië ·
Algerije ·
Andorra ·
Argentinië ·
Azerbeidzjan ·
België ·
Bosnië en Herzegovina ·
Brazilië ·
Bulgarije ·
Canada ·
Chili ·
Costa Rica ·
Cyprus ·
Denemarken ·
DDR ·
Duitsland ·
Egypte ·
Engeland ·
Estland ·
Faeröer ·
Finland ·
Frankrijk ·
Georgië ·
Ghana ·
Griekenland ·
Hongarije ·
Ierland ·
IJsland ·
Iran ·
Israël ·
Italië ·
Ivoorkust ·
Japan ·
Joegoslavië ·
Kameroen ·
Kazachstan ·
Kroatië ·
Letland ·
Liechtenstein ·
Litouwen ·
Luxemburg ·
Malta ·
Moldavië ·
Montenegro ·
Nederland ·
Nigeria ·
Noord-Ierland ·
Noord-Macedonië ·
Noorwegen ·
Oekraïne ·
Paraguay ·
Peru ·
Polen ·
Portugal ·
Roemenië ·
Rusland ·
San Marino ·
Schotland ·
Servië ·
Slovenië ·
Slowakije ·
Sovjet-Unie ·
Spanje ·
Trinidad en Tobago ·
Tsjechië ·
Tsjecho-Slowakije ·
Tunesië ·
Turkije ·
Uruguay ·
Venezuela ·
Verenigde Staten ·
Wales ·
Wit-Rusland ·
Zweden ·
Zwitserland
Algerije (1982) · 
Chili (1982) · 
Duitsland (2008) · 
Frankrijk (1982) · 
Hongarije (2016) · 
Italië (2021) · 
Kroatië (2008) · 
Nederland (2021) · 
Noord-Ierland (1982) · 
Noord-Macedonië (2021) · 
Oekraïne (2021) · 
Polen (2008) ·  
Portugal (2016) · 
West-Duitsland (1982)